# Staatsstraße 28 (Finnland)

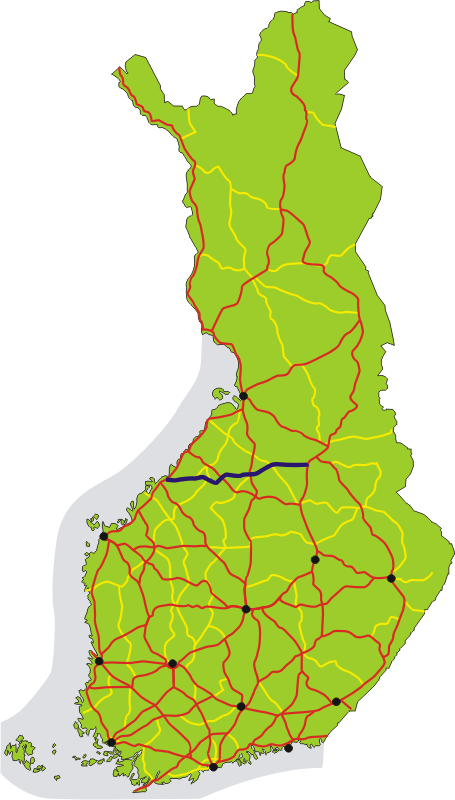
Verlauf der Staatsstraße 28

Die finnische Staatsstraße 28 (finn. Valtatie 28, schwed. Riksväg 28) beginnt in Kokkola (schwed.: Karleby) und führt nach Kajaani. Die Straße ist 246 Kilometer lang.

## Streckenverlauf

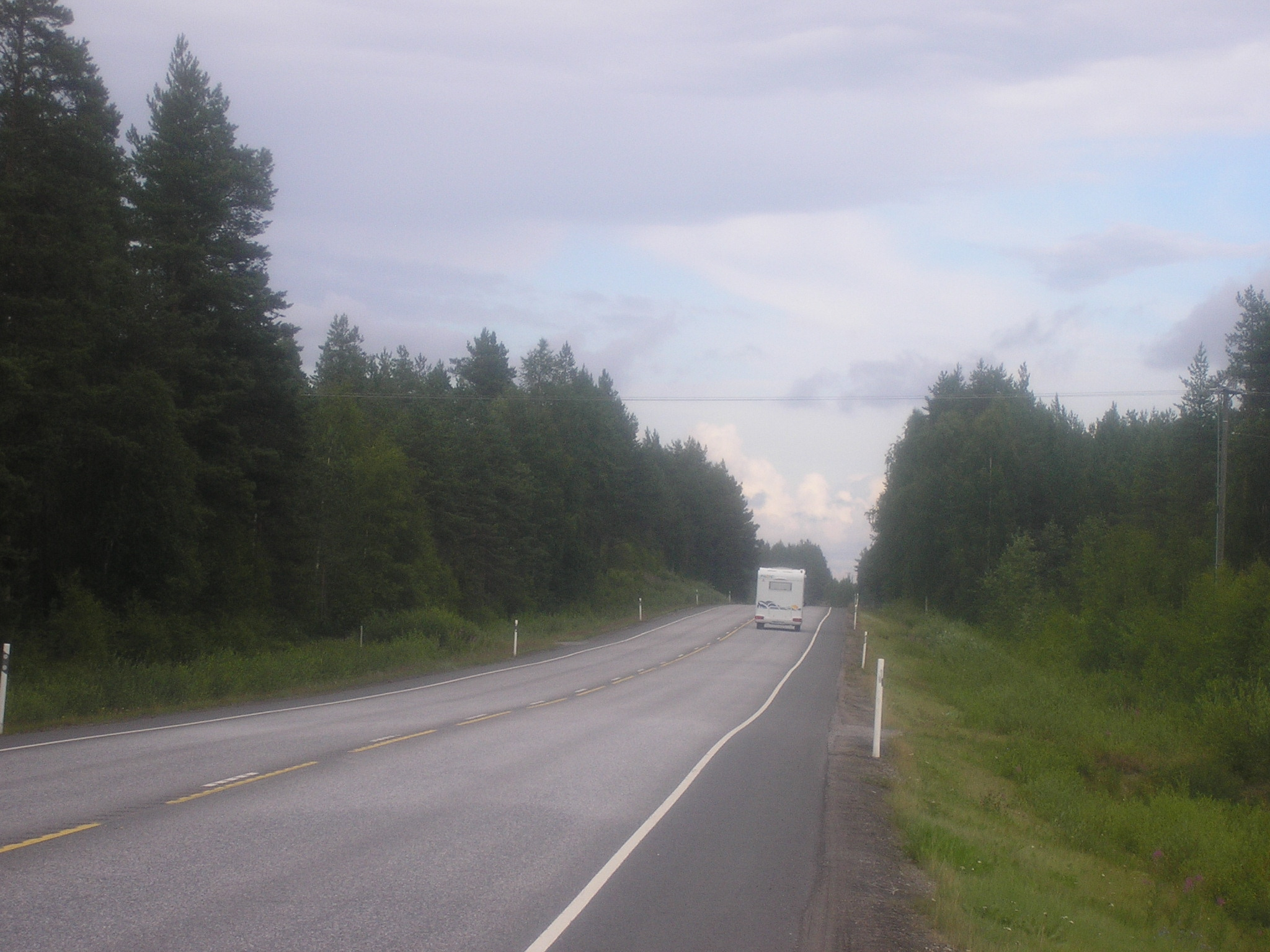
Die Straße zwischen Kannus und Sievi (2009)

Die Staatsstraße 28 zweigt knapp nördlich von Kokkola am Bottnischen Meerbusen von der Staatsstraße 8 (zugleich Europastraße 8) ab und verläuft ostnordöstlicher Richtung über Nivala, wo sie die Staatsstraße 27 kreuzt, und weiter über Kärsämäki, wo die Staatsstraße 4 (zugleich Europastraße 75) gequert wird, nach Kajaani, in ihrem letzten Abschnitt vereint mit der  Staatsstraße 5 (zugleich Europastraße 63).